# 手形法
手形法（てがたほう、昭和7年7月15日法律第20号）は、約束手形および為替手形に関する日本の法律である。
法令番号は昭和7年法律第20号、1932年（昭和7年）7月15日に公布された。

## 制定の経緯
日本での手形に関する初めての法令はフランス法にならった単行法である明治15年太政官布告第57号「為替手形約束手形条例」である。その後、明治23年の旧商法第1編第12章「手形及ヒ小切手」や明治32年の商法第4編「手形」に規定が置かれた。
17世紀以来各国で手形法、小切手法が制定されるようになったが、大きくフランス法、ドイツ法、英米法の三法系に分かれ内容に差異があった。オランダ政府の呼びかけでハーグで1910年と1912年に手形法統一会議が招集され、為替手形及び約束手形の統一に関する条約が成立したが、日本は会議には参加したものの調印しなかった。
1930年にはジュネーブで手形法統一のための国際会議が開催され、1.為替手形及び約束手形に関し統一法を制定する条約並びに第一及び第二付属書、2.為替手形及び約束手形に関し法律のある抵触を解決するための条約、3.為替手形及び約束手形についての印紙法に関する条約の3条約が成立した。
日本はジュネーブ統一条約を批准し、昭和7年に手形法を制定した。手形法（昭和7年法律第20号）は昭和9年1月1日から施行され、商法（明治32年法律第48号）中の「手形」の規定は廃止された。
なお、大陸法系の国々ではジュネーブ統一法による統一が図られたが、イギリスは印紙法に関する条約のみの批准にとどまり、アメリカもオブザーバー資格での参加にとどまった。大陸法系と英米法系の立法例が存在することになったため、1971年の国連国際商取引法委員会で統一規則を作成することが決定された。そして1988年12月9日の国連総会で国際為替手形及び国際約束手形に関する条約が採択された。

## 法体系上の位置付け
日本法における有価証券については民法と商法にそれぞれ規定があったが、2017年に成立した改正民法により民法第3編第7節の「有価証券」にまとめられ有価証券の一般的な規律として整備された。
手形法や小切手法は民法の特別法となるため、手形や小切手にはこれらの特別法が優先して適用される。

## 構成
- 第1編 為替手形
  - 第1章 為替手形ノ振出及方式（第一条―第十条）
  - 第2章 裏書（第十一条―第二十条）
  - 第3章 引受（第二十一条―第二十九条）
  - 第4章 保証（第三十条―第三十二条）
  - 第5章 満期（第三十条三―第三十七条）
  - 第6章 支払（第三十条八―第四十二条）
  - 第7章 引受拒絶又ハ支払拒絶ニ因ル遡求（第四十三条―第五十四条）
  - 第8章 参加
    - 第1節 通則（第五十五条）
    - 第2節 参加引受（第五十六条―第五十八条）
    - 第3節 参加支払（第五十九条―第六十三条）

  - 第9章　複本及謄本
    - 第1節 複本（第六十四条―第六十六条）
    - 第2節 謄本（第六十七条―第六十八条）

  - 第10章 変造（第六十九条）
  - 第11章 時効（第七十条―第七十一条）
  - 第12章 通則（第七十二条―第七十四条）
- 第2編 約束手形（第七十五条―第七十八条）
- 附則